# Morgan Reeser
Morgan Irwin Reeser (Fort Lauderdale, 14 de noviembre de 1962) es un deportista estadounidense que compitió en vela en la clase 470.
Participó en dos Juegos Olímpicos de Verano, obteniendo una medalla de plata en Barcelona 1992, en la clase 470 (junto con Kevin Burnham), y el octavo lugar en Atlanta 1996.

## Palmarés internacional
| \| Juegos Olímpicos \| Juegos Olímpicos \| Juegos Olímpicos \| Juegos Olímpicos \| \| Año \| Lugar \| Medalla \| Clase \| \| ---------------- \| ------------------ \| ---------------- \| ---------------- \| \| 1992 \| Barcelona (España) \| Medalla de plata \| 470 \| |                    |                  |       |
| Juegos Olímpicos |                    |                  |       |
| Año | Lugar              | Medalla          | Clase |
| 1992 | Barcelona (España) | Medalla de plata | 470   |